# Marea crudă
Marea crudă (titlu original: The Cruel Sea) este un film britanic de război din 1953 regizat de Charles Frend.  Rolurile principale au fost interpretate de actorii Jack Hawkins, Donald Sinden, Denholm Elliott, Stanley Baker, Liam Redmond, Virginia McKenna și Moira Lister. Scenariul este scris de Eric Ambler  pe baza unui roman omonim din 1951 al fostului ofițer de marină Nicholas Monsarrat.
Filmul prezintă condițiile în care s-a purtat Atlanticului între Marina Regală Britanică și submarinele Germaniei, din punctul de vedere al ofițerilor și marinarilor britanici care au servit în escortele convoiului. Scenariul lui Eric Ambler omite unele dintre cele mai sumbre momente ale romanului și a fost nominalizat la Premiul Oscar pentru cel mai bun scenariu adaptat.

## Distribuție
- Jack Hawkins - Lieutenant Commander (later Commander) George Ericson, RNR
- Donald Sinden - Sub-Lieutenant (later Lieutenant-Commander) Keith Lockhart, RNVR
- John Stratton - Sub-Lieutenant Gordon Ferraby, RNVR
- Denholm Elliott - Sub-Lieutenant (later Lieutenant) John Morell, RNVR
- John Warner - Sub-Lieutenant Baker, RNVR
- Stanley Baker - Lieutenant James Bennett, RANVR
- Bruce Seton - Petty Officer (later Chief Petty Officer) Bob Tallow (Coxswain)
- Liam Redmond - Chief Engine Room Artificer Jim Watts
- Virginia McKenna - Second Officer Julie Hallam, WRNS
- Moira Lister - Mrs Elaine Morell
- June Thorburn - Mrs Doris Ferraby
- Megs Jenkins - Mrs Gladys Bell (Tallow's sister)
- Meredith Edwards - Yeoman of Signals Wells
- Glyn Houston - Leading Seaman Phillips
- Alec McCowen - Leading Seaman Tonbridge
- Leo Phillips - Leading Torpedoman Wainwright
- Dafydd Havard - Signalman Rose
- Fred Griffiths - Leading Stoker Gracey
- Laurence Hardy - Leading Radar Mechanic Sellars
- Sam Kydd - Leading Steward Carslake
- John Singer - Stoker Grey
- Barry Steele - Engine Room Artificer Broughton
- Gerard Heinz - Polish Captain
- Gerik Schjelderup - Norwegian Captain
- Gaston Richer - French Captain
- Andrew Cruickshank - Scott-Brown
- Barry Letts - Raikes
- Kenn Kennedy - Allingham
- Harold Goodwin - ASDIC Operator
- George Curzon - Admiral at party
- Anthony Snell - RN Lieutenant
- Ronald Simpson - RN Captain
- Don Sharp - Lieutenant Commander
- Herbert C. Walton - the Waiter
- Jack Howard - a Survivor
- Russell Waters - ARP Warden
- Harold Jamieson - ARP Warden
- Warwick Ashton - Petty Officer Instructor